# آندروئولا واسیلیو
آندروولا واسیلیو (یونانی: Ανδρούλλα Βασιλείου؛ زادهٔ ۳۰ نوامبر ۱۹۴۳) سیاست‌مدار اهل قبرس و اتحادیه اروپا است. او از مارس ۲۰۰۸ تا فوریهٔ ۲۰۱۰ کمیسر بهداشت اتحادیه اروپا و سپس تا نوامبر ۲۰۱۴ کمیسر آموزش، فرهنگ، چندزبانگی و امور جوانان اروپا بود. واسیلیو در زمینه‌های اجتماعی و فرهنگی، به‌ویژه در چارچوب سازمان ملل و اتحادیه اروپا بسیار فعال بوده است. او در قبرس مسئولیت‌های مهمی را برعهده داشته و عضو هیئت‌مدیره شرکت‌های متعدد دولتی و خصوصی بوده است.

## حرفهٔ حقوقی
واسیلیو در پافوس زاده شد.
او بین سال‌های ۱۹۶۱ تا ۱۹۶۴ در میدل تمپل (انجمن حقوقی) در لندن در رشتهٔ حقوق تحصیل کرد، و سپس از ۱۹۶۴ تا ۱۹۶۶ در چتم هاوس (بریتانیا) به تحصیل در روابط بین‌الملل پرداخت.
در سال ۱۹۶۸ به قبرس بازگشت و به وکالت پرداخت، و هم‌زمان مشاور حقوقی استاندارد چارترد و سپس بانک قبرس شد. او همچنین عضو هیئت‌مدیرهٔ چندین شرکت بود.
در سال ۱۹۸۸، با انتخاب همسرش گیورگیوس واسیلیو به عنوان رئیس‌جمهور قبرس، به فعالیت حقوقی خود پایان داد.

## فعالیت سیاسی
واسیلیو بین سال‌های ۱۹۸۸ تا ۱۹۹۳ به عنوان بانوی اول قبرس ایفای نقش کرد.
او در سال ۱۹۹۶ به نمایندگی مجلس نمایندگان قبرس از طرف جنبش دموکرات‌های متحد انتخاب شد و در سال ۲۰۰۱ نیز دوباره برگزیده شد و تا سال ۲۰۰۶ در این مقام ماند.
در این مدت، او عضو کمیتهٔ امور اروپایی و کمیتهٔ مشترک پارلمانی قبرس و اتحادیه اروپا بود.
او همچنین نمایندهٔ علی‌البدل قبرس در کنوانسیون آینده اتحادیه اروپا بود که مسئول تدوین عهدنامه قانون اساسی اتحادیه اروپا بود.

## جوایز
وی همچنین برندهٔ جوایزی همچون صلیب بزرگ از نشان مدنی آلفونسو ایکس حکیم شده است.